# Stora Gramsgölen
Stora Gramsgölen är en sjö i Ronneby kommun i Blekinge och ingår i Ronnebyåns huvudavrinningsområde. Sjön är 5,7 meter djup, har en yta på 0,05 kvadratkilometer och befinner sig 95 meter över havet.